# Мальгинов, Олег Сергеевич
Оле́г Серге́евич Мальги́нов (род. 9 января 1957) — советский и российский дипломат. Чрезвычайный и полномочный посол (2015).

## Биография
Окончил МГИМО МИД СССР (1979). На дипломатической работе с 1979 года.
- В 1979—1983 годах — атташе, третий секретарь, второй секретарь посольства СССР в Индии.
- В 1984—1993 годах — заместитель руководителя Департамента по правам человека МИД СССР, России.
- В 1994—1999 годах — старший советник Постоянного представительства России при Отделении ООН и других международных организациях в Женеве (Швейцария).
- В 1999—2001 годах — заместитель директора Департамента по международному гуманитарному сотрудничеству и правам человека МИД России.
- В 2001—2003 годах — заместитель директора Департамента по делам соотечественников и правам человека МИД России.
- С 16 мая 2003 по 21 сентября 2006 года — чрезвычайный и полномочный посол Российской Федерации в Народной Республике Бангладеш[1][2].
- В 2006—2011 годах — директор Департамента по гуманитарному сотрудничеству и правам человека МИД России.
- С 15 декабря 2011 по 7 июня 2016 года — чрезвычайный и полномочный посол Российской Федерации в Румынии[3][4].
- С 7 сентября 2016 по март 2021 года — директор департамента МИД РФ по работе с соотечественниками за рубежом[5].
- С 5 марта 2021 года — чрезвычайный и полномочный посол Российской Федерации в Узбекистане[6].

## Семья
Женат, имеет сына и дочь.

## Награды
- Орден Дружбы (27 февраля 2019) — за большой вклад в реализацию внешнеполитического курса Российской Федерации и многолетнюю добросовестную государственную службу [7].
- Медаль ордена «За заслуги перед Отечеством» II степени (14 ноября 2002) — За активное участие в реализации внешнеполитического курса Российской Федерации и многолетнюю добросовестную работу[8].
- Знак отличия «За безупречную службу» XXV лет (10 мая 2007) — За безупречную многолетнюю службу[9].
- Благодарность Президента Российской Федерации (6 февраля 2009) — За заслуги в реализации внешнеполитического курса Российской Федерации и многолетнюю безупречную дипломатическую службу[10].

## Дипломатический ранг
- Чрезвычайный и полномочный посланник 2 класса (31 января 2001)[11]
- Чрезвычайный и полномочный посланник 1 класса (30 марта 2006)[12].
- Чрезвычайный и полномочный посол (18 февраля 2015)[13].